# 7216 Ішков
7216 Ішков (7216 Ishkov) — астероїд головного поясу, відкритий 21 серпня 1977 року.
Тіссеранів параметр щодо Юпітера — 3,678.